# Outreau
Outreau est une commune française située dans le département du Pas-de-Calais en région Hauts-de-France. Ses habitants sont appelés les Outrelois. La commune est membre de la Communauté d'agglomération du Boulonnais. 
La commune d’Outreau est située dans l'ouest du département du Pas-de-Calais sur les bords de la Liane, à 3 km au sud de Boulogne-sur-Mer, dont elle est limitrophe. C’est une commune de type grand centre urbain, appartenant à l’unité urbaine de Boulogne-sur-Mer, avec une population de 13 398 habitants au dernier recensement de 2022, elle a connu un pic de population en 1990 avec 15 279 habitants.
Lourdement touché par les bombardements lors de la Seconde Guerre mondiale, la commune est décorée de la croix de guerre 1939-1945, avec étoile d'argent.
De 2001 à 2005, la ville a fait l'objet d'une forte exposition médiatique en raison de l'affaire d'Outreau.

## Géographie

### Localisation
Localisée dans l'ouest du Pas-de-Calais, la ville d'Outreau est bordée à l'est par la Liane et située, à vol d'oiseau, à 3 km au sud de Boulogne-sur-Mer, dont elle est limitrophe, à environ 34 km au sud-ouest de Calais, 100 km à l'ouest de Lille et 210 km au nord de Paris. Il s'agit d'une commune arrière-littorale située à proximité de la Manche, sans accès à la mer (la crique de Ningles, située à 800 mètres de la frontière ouest d'Outreau, entre les communes voisines du Portel et d'Équihen-Plage, est parfois considérée par certains comme appartenant encore à la ville d'Outreau).
Le territoire de la commune est limitrophe de ceux de six communes.
Les communes limitrophes sont Boulogne-sur-Mer, Équihen-Plage, Le Portel, Saint-Étienne-au-Mont, Saint-Léonard et Saint-Martin-Boulogne.

### Géologie et relief
Le territoire se situe géologiquement au cœur de la boutonnière du Boulonnais, qui se prolonge sous l'eau jusque dans le Kent, au-delà des côtes anglaises voisines. Les terrains sont du Jurassique supérieur (Tithonien).
La superficie de la commune est de 709 hectares. Les altitudes minimales et maximales sont respectivement de 2 mètres et 96 mètres,.

### Hydrographie
Le territoire de la commune est situé dans le bassin Artois-Picardie.
La commune est traversée, à l'est, par le fleuve côtier la Liane, cours d'eau naturel de 38 km, qui prend sa source dans la commune de Quesques et se jette dans la Manche au niveau de la commune de Boulogne-sur-Mer et par le ruisseau du Merlier, d'une longueur de 3,46 km, qui prend sa source dans la commune de Saint-Étienne-au-Mont et se jette dans la Liane au niveau de la commune de Saint-Léonard.

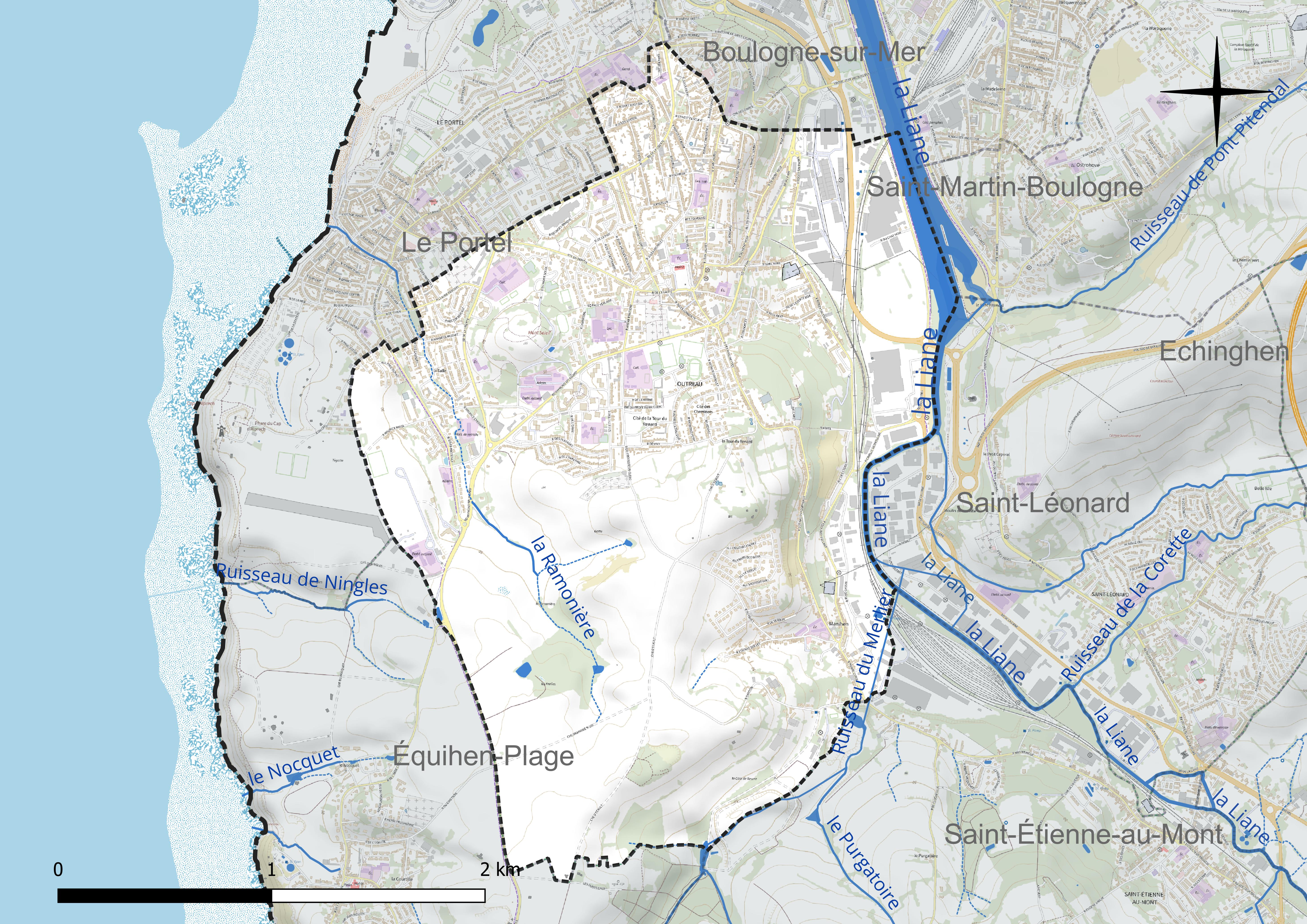
Réseau hydrographique d'Outreau.

### Climat
Pour des articles plus généraux, voir Climat des Hauts-de-France et Climat du Nord-Pas-de-Calais.
En 2010, le climat de la commune est de type climat océanique franc, selon une étude du CNRS s'appuyant sur une série de données couvrant la période 1971-2000. En 2020, Météo-France publie une typologie des climats de la France métropolitaine dans laquelle la commune est exposée à un climat océanique et est dans la région climatique Côtes de la Manche orientale, caractérisée par un faible ensoleillement (1 550 h/an) ; forte humidité de l’air (plus de 20 h/jour avec humidité relative > 80 % en hiver), vents forts fréquents.
Pour la période 1971-2000, la température annuelle moyenne est de 10,4 °C, avec une amplitude thermique annuelle de 12,2 °C. Le cumul annuel moyen de précipitations est de 873 mm, avec 12,7 jours de précipitations en janvier et 8,5 jours en juillet. Pour la période 1991-2020, la température moyenne annuelle observée sur la station météorologique la plus proche, située sur la commune de Boulogne-sur-Mer à 3 km à vol d'oiseau, est de 11,2 °C et le cumul annuel moyen de précipitations est de 824,5 mm,. Pour l'avenir, les paramètres climatiques de la commune estimés pour 2050 selon différents scénarios d'émission de gaz à effet de serre sont consultables sur un site dédié publié par Météo-France en novembre 2022.
| Mois                                  | jan.             | fév.             | mars            | avril         | mai            | juin          | jui.          | août          | sep.           | oct.            | nov.            | déc.            | année      |
| ------------------------------------- | ---------------- | ---------------- | --------------- | ------------- | -------------- | ------------- | ------------- | ------------- | -------------- | --------------- | --------------- | --------------- | ---------- |
| Température minimale moyenne (°C)     | 3,4              | 3,4              | 5               | 7             | 9,8            | 12,5          | 14,7          | 15,3          | 13,2           | 10,3            | 6,8             | 4,1             | 8,8        |
| Température moyenne (°C)              | 5,3              | 5,4              | 7,4             | 9,8           | 12,7           | 15,3          | 17,4          | 18            | 15,8           | 12,6            | 8,8             | 6               | 11,2       |
| Température maximale moyenne (°C)     | 7,1              | 7,3              | 9,7             | 12,7          | 15,6           | 18,1          | 20,1          | 20,7          | 18,5           | 14,9            | 10,8            | 7,9             | 13,6       |
| Record de froid (°C) date du record   | −13,4 12.01.1987 | −13,6 01.02.1956 | −7,8 07.03.1971 | −2 14.04.1966 | 1,6 07.05.1997 | 4 02.06.1962  | 8 04.07.1965  | 9 31.08.1956  | 5,8 22.09.1979 | −1 29.10.1947   | −5,6 30.11.1978 | −9,6 29.12.1996 | −13,6 1956 |
| Record de chaleur (°C) date du record | 16,4 01.01.22    | 18,9 26.02.19    | 22,7 30.03.17   | 26 16.04.1949 | 31,2 27.05.05  | 33,3 29.06.19 | 39,6 19.07.22 | 34,8 11.08.03 | 32,6 10.09.23  | 27,2 01.10.1985 | 19,1 01.11.15   | 17,2 10.12.1978 | 39,6 2022  |
| Précipitations (mm)                   | 77               | 56               | 48              | 48,1          | 54,6           | 48            | 54,3          | 63,2          | 69,6           | 95,8            | 106,8           | 103,1           | 824,5      |

### Paysages
Pour un article plus général, voir Paysage en France.

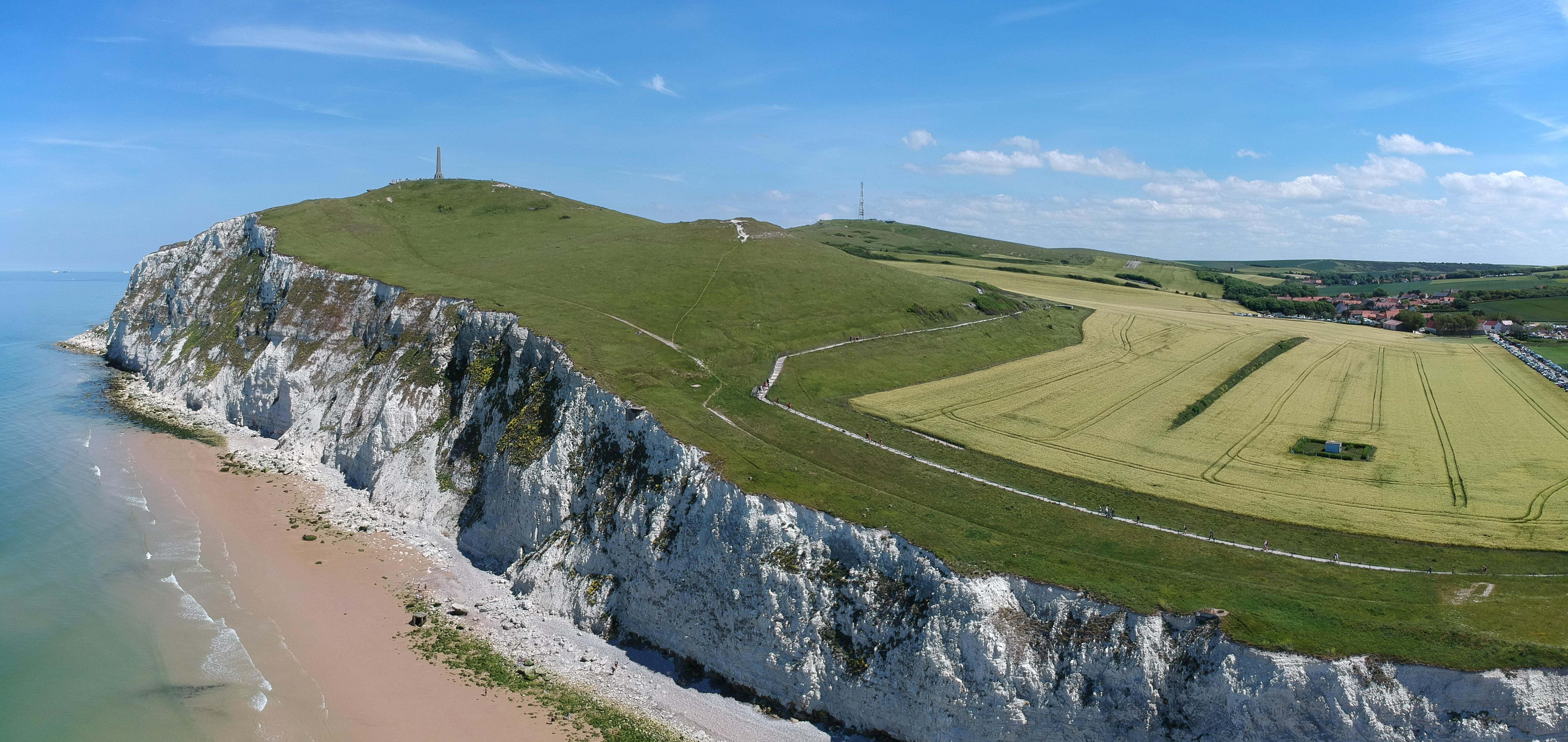
Une vue de ces « paysages des falaises d’Opale » et le cap Blanc-Nez.

La commune s'inscrit dans les « paysages des falaises d’Opale » tels qu’ils sont définis dans l’atlas de paysages de la région Nord-Pas-de-Calais, conçu par la direction régionale de l'Environnement, de l'Aménagement et du Logement (DREAL),.
Ces paysages, qui concernent 30 communes, s’étendent le long de la côte, d'Équihen-Plage  à Sangatte, sur une bande d’environ 50 kilomètres de long et d'un maximum de 5 kilomètres de large, l'autoroute A16 étant la frontière à l'est. Ils sont constitués, d'une part, par les falaises d’Opale où se trouve le grand site des Deux Caps qui, avec le cap Blanc-Nez, culmine à 150 mètres, ces falaises offrent un belvédère sur le détroit du pas de Calais  avec la possibilité de voir les côtes d’Angleterre, et d’autre part, vers l’intérieur des terres, avec les paysages littoraux qui jouxtent ceux des coteaux calaisiens et du pays de Licques, d'un paysage alternant collines, vallons et bocages.
L'occupation des sols se répartit en 43 % de cultures pour les paysages arrière-littoraux, 20 % de sols artificialisés, 20 % de prairies et forêts et 10 % de plage.
Les crans constituent une des particularités de ces côtes à falaises. Les crans sont des vallées suspendues qui se sont retrouvées le « nez en l’air », soit du fait de l’affaissement du détroit du Pas de Calais, soit par la baisse du niveau de la mer comme le cran d’Escalles, le cran Mademoiselle, le cran Poulet, le cran Barbier, le cran des Sillers, le cran de Quette et le cran aux Œufs, situés, eux, sur la commune d’Audinghen.
Ces paysages sont traversés par trois fleuves côtiers, la Liane (Boulogne-sur-Mer), le Wimereux (Wimereux) et la Slack (Ambleteuse), et par le sentier de grande randonnée GR 120 ou GR littoral, appelé aussi sentier des douaniers, qui chemine le long de ces paysages et offre un magnifique panorama.

### Milieux naturels et biodiversité

#### Zone naturelle d'intérêt écologique, faunistique et floristique
L’inventaire des zones naturelles d'intérêt écologique, faunistique et floristique (ZNIEFF) a pour objectif de réaliser une couverture des zones les plus intéressantes sur le plan écologique, essentiellement dans la perspective d’améliorer la connaissance du patrimoine naturel national et de fournir aux différents décideurs un outil d’aide à la prise en compte de l’environnement dans l’aménagement du territoire.
Le territoire communal comprend une ZNIEFF de type 1 : les vallons d’Outreau et d'Équihen-Plage, d’une superficie de 340 ha et d'une altitude variant de 34  à   94 mètres, sont constitués d'une succession de vallons et de buttes de type bocager.

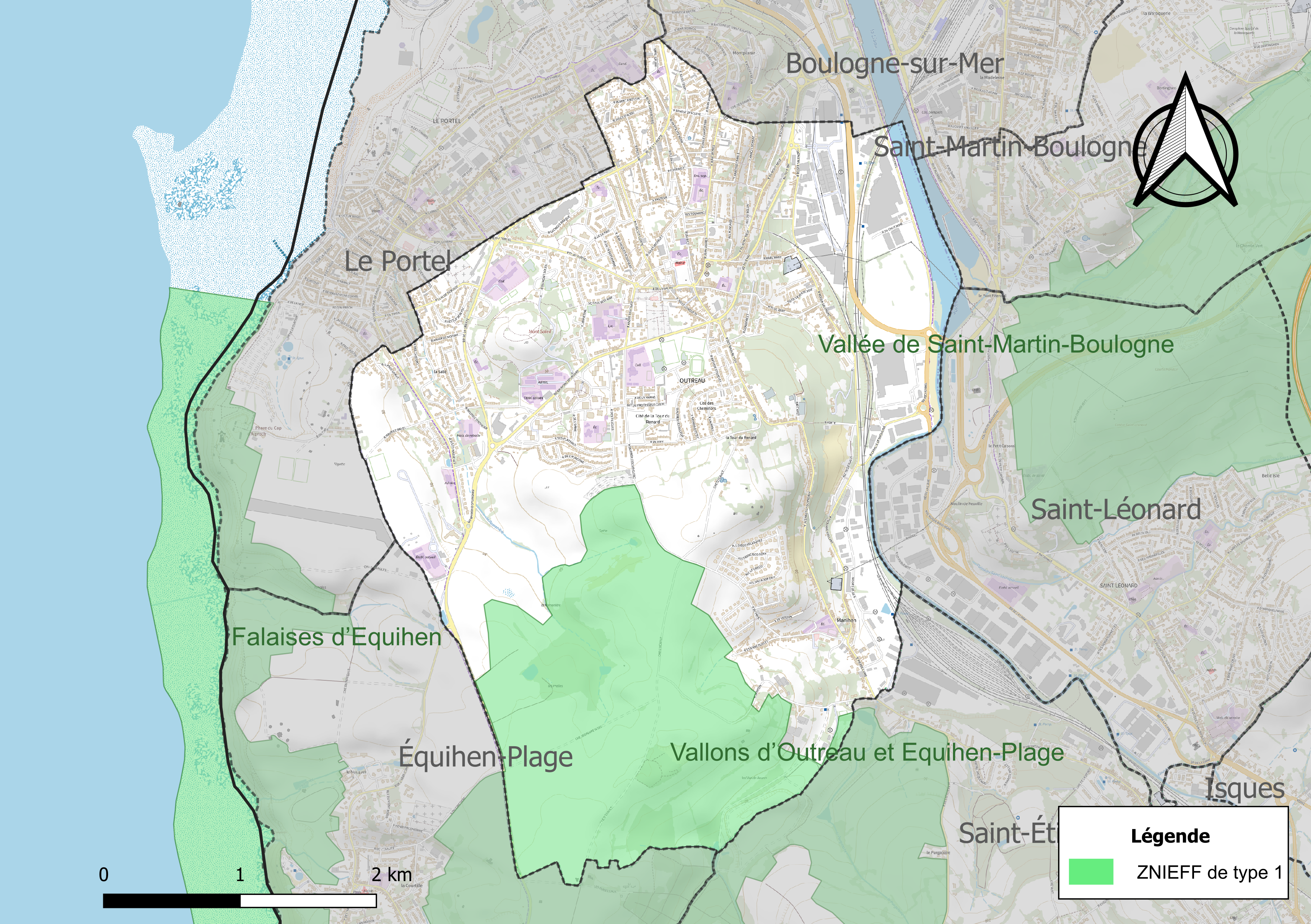
Carte de la ZNIEFF sur la commune.

#### Espèces faunistiques et floristiques
L’Inventaire national du patrimoine naturel (INPN) recense plusieurs espèces faunistiques et floristiques sur le territoire de la commune dont certaines sont protégées et d’autres menacées et quasi-menacées.

## Urbanisme

### Typologie
Au 1er janvier 2024, Outreau est catégorisée grand centre urbain, selon la nouvelle grille communale de densité à sept niveaux définie par l'Insee en 2022.
Elle appartient à l'unité urbaine de Boulogne-sur-Mer, une agglomération intra-départementale regroupant huit  communes, dont elle est une commune de la banlieue,,. Par ailleurs la commune fait partie de l'aire d'attraction de Boulogne-sur-Mer, dont elle est une commune du pôle principal,. Cette aire, qui regroupe 80 communes, est catégorisée dans les aires de 50 000 à moins de 200 000 habitants,.
La commune, bordée par l'estuaire de la Liane, est également une commune littorale au sens de la loi du 3 janvier 1986, dite loi littoral. Des dispositions spécifiques d’urbanisme s’y appliquent dès lors afin de préserver les espaces naturels, les sites, les paysages et l’équilibre écologique du littoral, tel le principe d'inconstructibilité, en dehors des espaces urbanisés, sur la bande littorale des 100 mètres, ou plus si le plan local d’urbanisme le prévoit.

### Occupation des sols
L'occupation des sols de la commune, telle qu'elle ressort de la base de données européenne d’occupation biophysique des sols Corine Land Cover (CLC), est marquée par l'importance des territoires artificialisés (59,6 % en 2018), en augmentation par rapport à 1990 (56,2 %). La répartition détaillée en 2018 est la suivante : 
zones urbanisées (48 %), zones agricoles hétérogènes (29,7 %), zones industrielles ou commerciales et réseaux de communication (11,6 %), terres arables (6,2 %), prairies (2,9 %), eaux maritimes (1,7 %). L'évolution de l’occupation des sols de la commune et de ses infrastructures peut être observée sur les différentes représentations cartographiques du territoire : la carte de Cassini (XVIIIe siècle), la carte d'état-major (1820-1866) et les cartes ou photos aériennes de l'IGN pour la période actuelle (1950 à aujourd'hui).

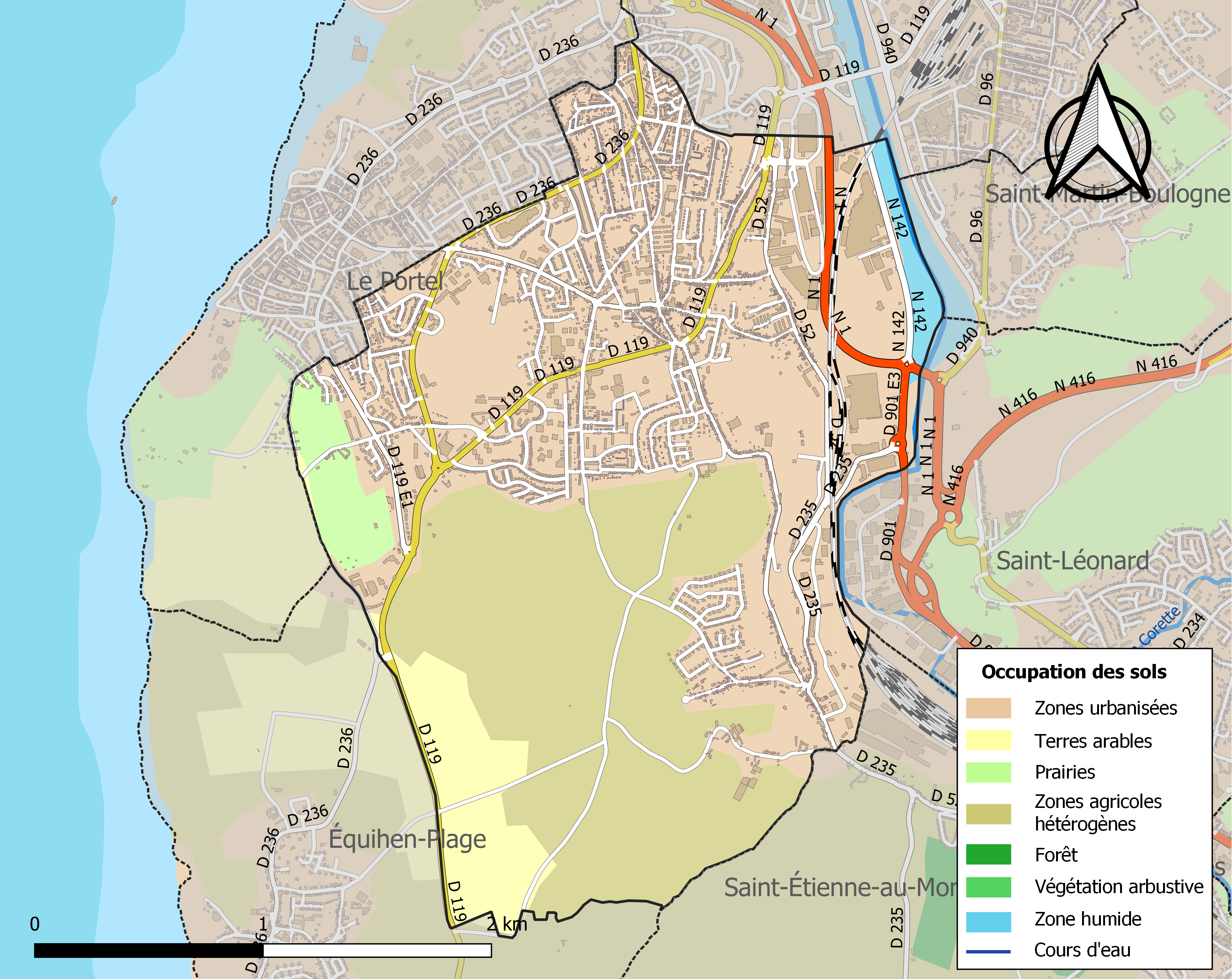
Carte des infrastructures et de l'occupation des sols de la commune en 2018 (CLC).

### Morphologie urbaine

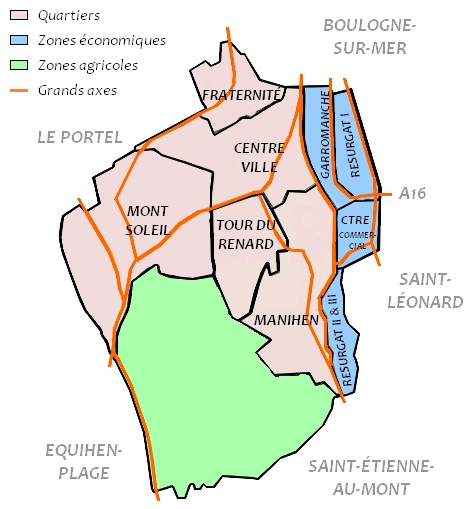
Les quartiers et les grands axes.

La zone urbaine est divisée en huit « quartiers » (sept zones d'habitations et une zone d'activité) selon les IRIS de l'Insee.

#### Fraternité
Le quartier Fraternité est un quartier résidentiel situé au nord du centre-ville, limitrophe avec Boulogne-sur-Mer. Il est délimité à l'ouest par la rue Roger Salengro, au sud par la rue Karl Marx et à l'est par l'allée Ronsard, la rue Pasteur et la rue Auguste Comte.

#### Centre
C'est le quartier central d'Outreau, délimité au nord par le Boulevard de la Liberté, à l'est par le Boulevard du 8 mai, au sud par le Boulevard Raymond Splingard et à l'ouest par la rue André Pantigny et la route du Portel. Il regroupe ainsi la mairie, le jardin public, l'église Saint-Wandrille, le cimetière central, plusieurs commerces et banques, le centre Phénix (culture et spectacles), des salles de fêtes, écoles ainsi que de nombreux logements.

#### Mont-Soleil
Le quartier du Mont-Soleil est délimité au nord par la route du Portel, à l'est par la rue André Pantigny, au sud par la frontière avec Équihen-Plage et à l'ouest par la frontière avec Le Portel. Il abrite le parc du Mont-Soleil comportant sur 17 hectares plusieurs aires de jeux, des courts de tennis, un mini-golf et la piscine Océane. Plusieurs habitations sont situées en périphérie du parc comme la zone résidentielle du Berquen. 

#### Tour du Renard
Le quartier Tour du Renard est délimité au nord par le Boulevard Kennedy, à l'est par la rue Condorcet, au sud par la rue de Vimy et à l'ouest par la rue des Tilleuls. Classé quartier prioritaire, une vaste opération de rénovation urbaine a lieu dans les années 2020.

#### Manihen-Salengro
Le quartier Manihen-Salengro est situé au sud-est de la commune. Il est délimité à l'est par la rue Edouard Vaillant. Il comporte des écoles, l'ancienne église du Sacré-Cœur devenue salle polyvalente Raymond Vérité et un monument aux morts.
C'est le quartier de la société des Aciéries de Paris-Outreau (APO). Les APO étaient le premier producteur mondial de ferromanganèse dans les années 1970 et le leader mondial de la conception et de la fabrication des appareils de croisement ayant permis la construction du réseau TGV. Les avancées techniques, les procédés et la plupart des fabrications ont été repris au bénéfice de concurrents en partie étrangers. Seule subsiste à Outreau une partie de la fonderie d'acier qui continue à assurer la production des cœurs de croisement.

#### Zone d'activités
La zone d'activités d'Outreau est située à l'est de la ville, et comporte des enseignes de grande distribution et plusieurs entreprises. Sa population était de 272 habitants en 2015.

### Logements
En 2021, le nombre total de logements dans la commune était de 5 980, alors qu'il était de 6 065 en 2015 et de 6 017 en 2010
, soit une stabilité du nombre total de logements (-0,6 %) depuis 2010.
Parmi ces 5 980 logements, 92,9 % étaient des résidences principales, (soit 5 556 logements), 0,8 % des résidences secondaires et 6,3 % des logements vacants. Ces logements étaient pour 68,2 % d'entre eux des maisons individuelles et pour 31,6 % des appartements.
Sur les 5 556 résidences principales, 54,3 % sont occupées par des propriétaires,  44,9 % par des locataires et 0,9 % par des personnes logées gratuitement.
Le tableau ci-dessous présente la typologie des logements à Outreau en 2021 en comparaison avec celle du Pas-de-Calais et de la France entière. Une caractéristique marquante du parc de logements est ainsi la faible proportion des résidences secondaires et logements occasionnels (0,8 %) par rapport au département (6,5 %) et à la France entière (9,7 %) ainsi que d'une proportion de logements vacants (6,3 %) légèrement inférieure à celle du département (7,3 %) et de la France entière (8,1 %).
| Typologie                                               | Outreau | Pas-de-Calais | France entière |
| ------------------------------------------------------- | ------- | ------------- | -------------- |
| Résidences principales (en %)                           | 92,9    | 86,1          | 82,2           |
| Résidences secondaires et logements occasionnels (en %) | 0,8     | 6,5           | 9,7            |
| Logements vacants (en %)                                | 6,3     | 7,3           | 8,1            |

Le parc immobilier date pour 77,2 % des années 1946-1990.

### Voies de communication et transports
L'autoroute A16 dessert Outreau par la sortie no 29.
La commune est desservie par les lignes du réseau Marinéo.
Outreau est également à proximité de la gare de Boulogne-Ville, desservie par des TGV, TERGV et TER Hauts-de-France.

### Risques naturels et technologiques

#### Risque inondation
À la suite du passage des tempêtes Ciarán, Domingos et Elisa et des inondations et coulées de boue qui se sont produites, la commune est reconnue, par arrêté du 14 novembre 2023, en état de catastrophe naturelle pour inondations et coulées de boue sur la période du 2 au 12 novembre 2023, comme 179 autres communes du département.

## Toponymie
Le nom de la localité est attesté sous les formes Walbodegem, Walbodeghem (IXe siècle) ; Waubingehem (1121) ; Waubinghen (1121) ; Ultra aquam (1145) ; Walbingehem (1208) ; Outre iave (XIIIe siècle) ; Outreyave (1289) ; Outreyauwe (1346) ; Outriaue (1391) ; Outreliaue delès Bouloigne (1358) ; Oultreawe (1389) ; Outreliaue-delès-Bouloigne (1358) ; Outreaayve (1415) ; Oultrehave (1415) ; Outreawe (1479) ; Oultreyave (XVe siècle) ; Oultreyaue (1505) ; Oultreau (1548) ; Oultriawe, Oultrau, Oultriaue (1554) ; Autreau (1696).
Le toponyme Outreau a remplacé un ancien nom germanique : Walbodinga (853)
Ces anciens noms viennent de Wabingen en flamand et du latin Ultra aquam (« de l'autre côté de l'eau »), séparé par la Liane, soit « outre l'eau » (par rapport à Boulogne-sur-Mer).
Outriauwe en picard.

### Toponymie des quartiers et lieux-dits
- Berquen : Berkem (1112), Berchem (1173), Berchehem (1297), Berquen (1506). Du germanique berg (mont) + hem (enclos, demeure)[35].
- Foucardennes : Fourcardenghes (1389), Fourcadengues (1396), Foucardengues (1505), Foucardenne (1534).

D'un nom de personne germanique Folcard + -ingen transformé en ardennes.
- Renard : Déformation du moyen-néerlandais rijk + akker. Rikenacre (1112), Rikenachre (1145), Richenacre (1199)[35].

## Histoire

### Outreau jusqu'en 1944

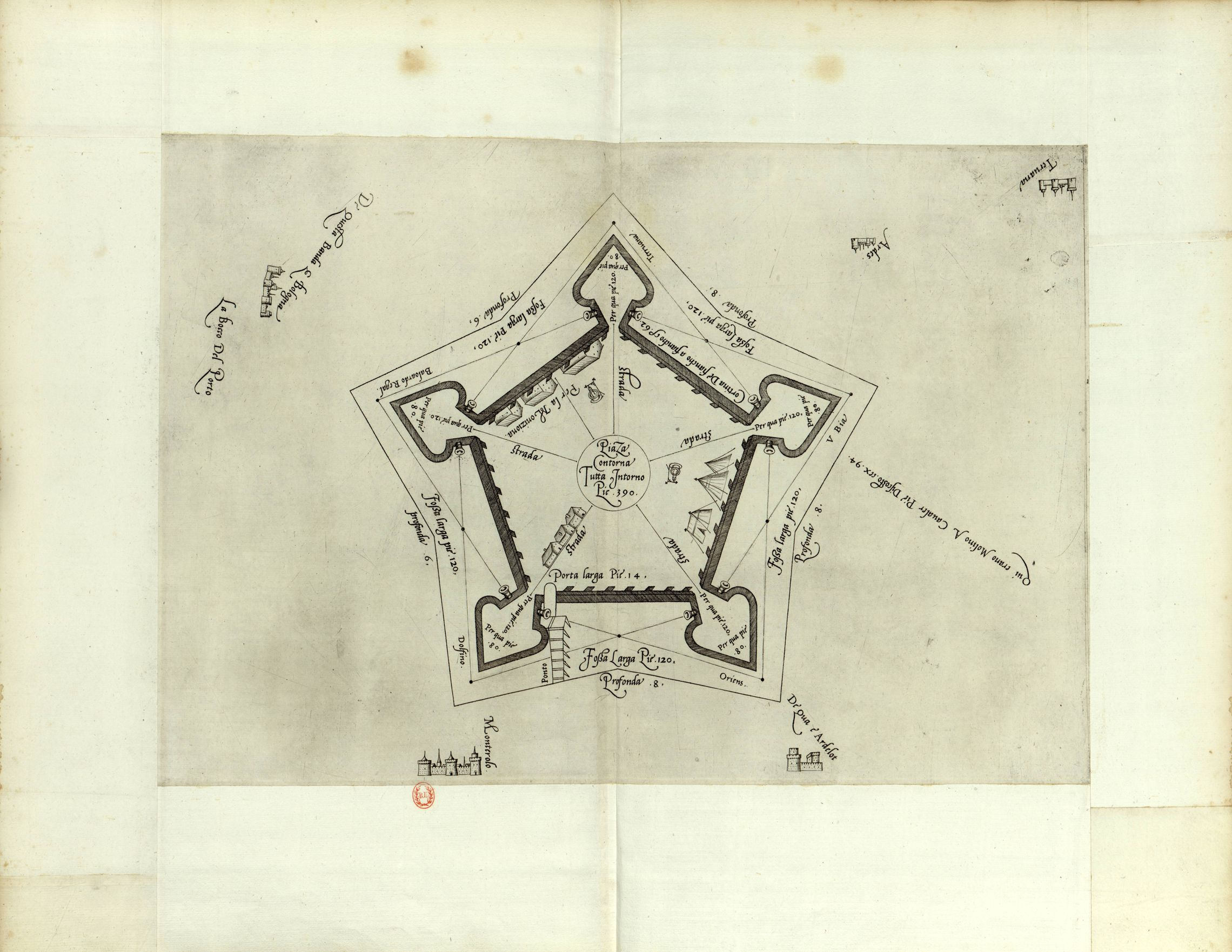
Plan du fort d'Outreau.

Le 24 mars 1550 a été signé le traité d'Outreau, également connu sous le nom de paix d'Outreau, ayant pour objet la restitution de Boulogne à la France par les Anglais contre 400 000 écus d’or.
Au début du XVIIIe siècle, Outreau est un gros bourg rural et maritime couvert de manoirs et de fermes[réf. nécessaire]. Il connaît une grosse activité militaire de l’été 1803 à septembre 1805 où environ 10 000 soldats de la Grande Armée de Napoléon sont cantonnés à Outreau pour envahir l'Angleterre.
La ville connaît un essor industriel important après la découverte de gisements de minerai de fer en 1854. De nombreuses entreprises spécialisées sont construites. Jusqu'en 1939, la population d'Outreau, en constante augmentation, est composée principalement d'ouvriers.
Outreau était originellement plus étendu qu’aujourd’hui puisqu’il englobait, outre les limites géographiques actuelles de la commune, les hameaux du Portel et d’Équihen-Plage (devenus indépendants respectivement en 1856 et 1939) ainsi que le quartier Capécure (acquis par Boulogne-sur-Mer en 1835).

### Outreau de 1945 à nos jours
Outreau a été lourdement touché par la Seconde Guerre mondiale.
La commune est décorée de la croix de guerre 1939-1945, avec étoile d'argent, le 11 novembre 1948, distinction également attribuée à 28 autres communes du Pas-de-Calais.
À la fin du XXe siècle, la commune est touchée par une importante crise économique. La fermeture de nombreuses entreprises (notamment les hauts-fourneaux de Manihen en 1977 et les APO en 1978) font fortement augmenter le chômage. Outreau va reconstruire son industrie avec notamment la création des zones d'activités Resurgat. Aujourd'hui, Outreau reste une importante ville d'ouvriers.

#### Affaire d'Outreau
De 2001 à 2005, puis après, la ville a fait l'objet d'une forte exposition médiatique en France en raison de l'affaire d'Outreau, une affaire judiciaire qui ébranla l'opinion publique et déboucha, à la suite d'une mort en prison, et de l'acquittement en appel de la majorité des accusés maintenus plusieurs années en détention provisoire, sur une mise en cause du fonctionnement de l'institution judiciaire française et de la réaction des acteurs sociaux face à l'agression sexuelle sur mineur.

## Politique et administration

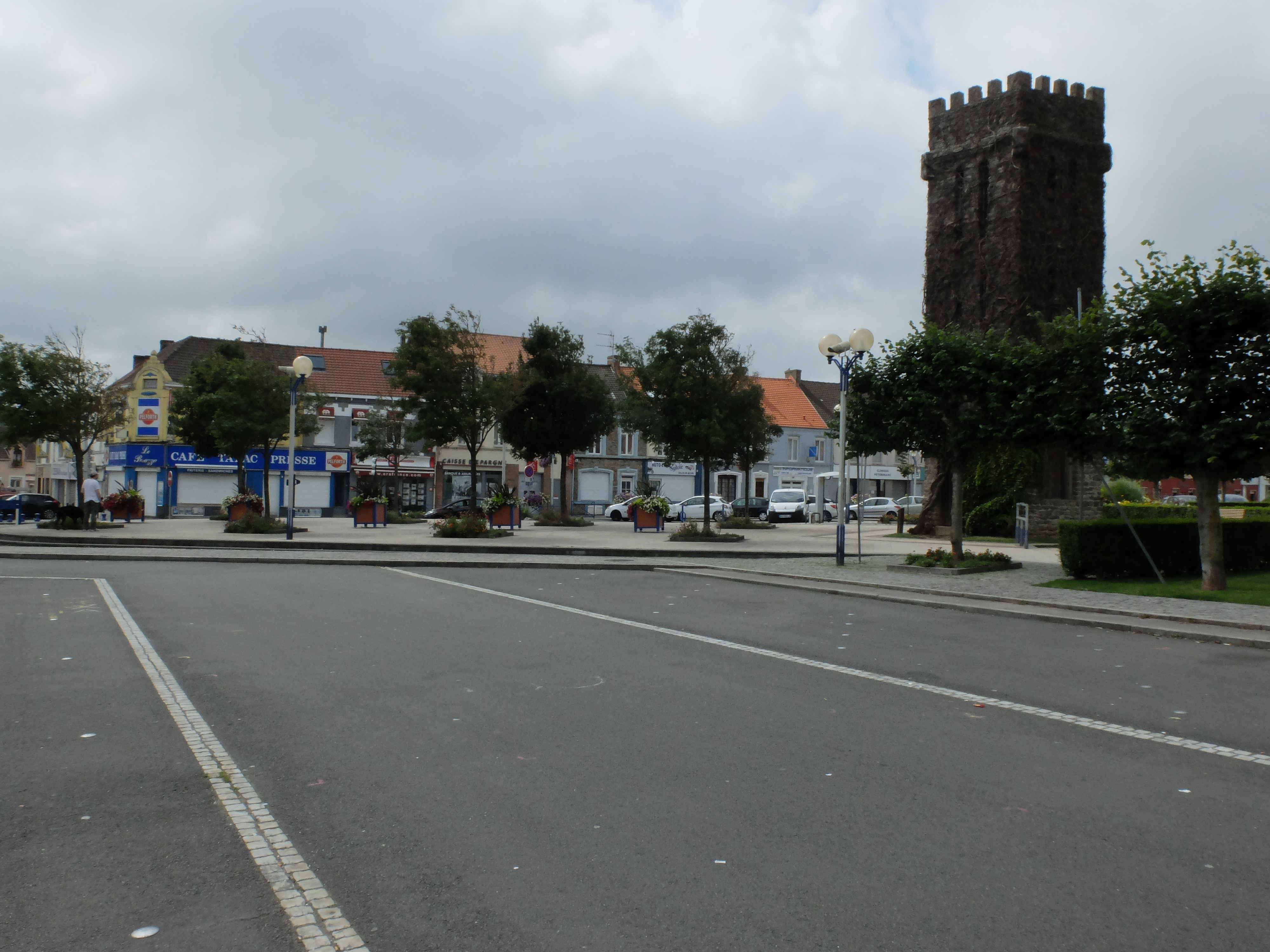
Vue du parking de la mairie.

### Découpage territorial
La commune se trouve dans l'arrondissement de Boulogne-sur-Mer du département du Pas-de-Calais.

#### Commune et intercommunalités
La commune est membre de la communauté d'agglomération du Boulonnais qui regroupe 22 communes et totalise 112 264 habitants en 2021.

#### Circonscriptions administratives
Après avoir fait partie de 1801 à 1982 du canton de Samer, la commune était depuis 1982 le chef-lieu du canton d'Outreau. Dans le cadre du redécoupage cantonal de 2014 en France, ce canton, dont la commune est désormais le bureau centralisateur, est modifié, passant de 2 à 11 communes.

#### Circonscriptions électorales
Pour l'élection des députés, la commune fait partie depuis 1986 de la cinquième circonscription du Pas-de-Calais.

### Élections municipales et communautaires

#### Élections municipales 2020
- Maire sortant : Sébastien Chochois (PS)
- 33 sièges à pourvoir au conseil municipal (population légale 2017 : 13 422 habitants)
- 7 sièges à pourvoir au conseil communautaire (CA du Boulonnais)

| Tête de liste            | Tête de liste            | Liste                    | Premier tour | Premier tour | Sièges | Sièges |
| Tête de liste            | Tête de liste            | Liste                    | Voix         | %            | CM     | CC     |
| ------------------------ | ------------------------ | ------------------------ | ------------ | ------------ | ------ | ------ |
|                          | Sébastien Chochois,      | PS-PCF                   | 3 096        | 76,74        | 30     | 7      |
|                          | Christophe Hadoux        | SE                       | 611          | 15,14        | 2      | 0      |
|                          | Christine Briche         | LFI                      | 327          | 8,10         | 1      | 0      |
|                          |                          |                          |              |              |        |        |
| Votes valides            | Votes valides            | Votes valides            | 4 034        | 96,28        |        |        |
| Votes blancs             | Votes blancs             | Votes blancs             | 71           | 1,69         |        |        |
| Votes nuls               | Votes nuls               | Votes nuls               | 85           | 2,03         |        |        |
| Total                    | Total                    | Total                    | 4 190        | 100          | 33     | 7      |
| Abstention               | Abstention               | Abstention               | 6 292        | 60,03        |        |        |
| Inscrits / participation | Inscrits / participation | Inscrits / participation | 10 482       | 39,97        |        |        |

#### Liste des maires
| Période       | Période                       | Identité                        | Étiquette    | Qualité |
| ------------- | ----------------------------- | ------------------------------- | ------------ | --- |
| 1943          | 1944                          | Émile Carpentier (1888-1948)    | SFIO         | |
| 1944          | 1945                          | Émile Guilbert                  | SFIO         | |
| 1945          | mai 1948                      | Émile Carpentier (1888-1948)    | SFIO         | Employé des chemins de fer du Nord Ancien conseiller d'arrondissement (1930 → 1940) Décédé en fonction                                                                                        |
| 1948          | octobre 1952                  | René Mathou (1898-1954)         | SFIO         | Cheminot Premier adjoint au maire (1945 → 1948) Conseiller général de Samer (1945 → 1951) Démissionnaire                                                                                      |
| octobre 1952  | mars 1983                     | Raymond Splingard               | SFIO puis PS | Négociant en charbon Conseiller général de Samer (1958 → 1982) Sénateur du Pas-de-Calais (1981 → 1983)                                                                                        |
| mars 1983     | novembre 2005                 | Jean-Marie François (1935-2005) | PS           | Professeur de collège retraité Premier adjoint au maire (1971 → 1983) Décédé en fonction |
| décembre 2005 | novembre 2018,                | Thérèse Guilbert,               | PS           | Retraitée de l'Éducation nationale Députée du Pas-de-Calais (5e circ.) (2012 → 2014) Conseillère générale d'Outreau (2001 → 2012) Démissionnaire                                              |
| décembre 2018 | En cours (au 9 Novembre 2024) | Sébastien Chochois              | PS           | Employé de la fonction publique Conseiller départemental d'Outreau (2015 → ) 1er vice-président de la CA du Boulonnais (2020 → ) Élu pour le mandat 2018-2020 Réélu pour le mandat 2020-2026, |

### Jumelages
La commune est jumelée avec :
| Ville | Ville     | Pays | Pays      |
| ----- | --------- | ---- | --------- |
|       | Eppelborn |      | Allemagne |

## Équipements et services publics

### Espaces publics
La commune est labellisée « 2 fleurs » au concours des villes et villages fleuris.

### Enseignement
La commune est située dans l'académie de Lille et dépend, pour les vacances scolaires, de la zone B.
La commune dispose de douze établissements scolaires suivants :
- Écoles publiques : 
  - Maternelles : Jacques Prévert-Saint-Exupéry, Louise Michel, Antoine de Saint-Exupéry, Édouard Vaillant,
  - Élémentaires : Les Tilleuls, Jean Jaurès, Edouard-Vaillant,
  - Primaires : Kergomard-Macé, Roger Salengro ;
- École primaire privée : Sainte-Marie ;
- Collège public : Albert Camus ;
- Lycée professionnel : Professeur Clerc.

### Culture
- Salle du Phénix
- Salle Jacques Brel (action sportive, sociale et culturelle, avec des ateliers de Paper Craft, Pixel Art, etc.)[59]

## Population et société

### Démographie
Les habitants sont appelés les Outrelois.

#### Évolution démographique
L'évolution du nombre d'habitants est connue à travers les recensements de la population effectués dans la commune depuis 1793. Pour les communes de plus de 10 000 habitants les recensements ont lieu chaque année à la suite d'une enquête par sondage auprès d'un échantillon d'adresses représentant 8 % de leurs logements, contrairement aux autres communes qui ont un recensement réel tous les cinq ans,.

En 2022, la commune comptait 13 398 habitants, en évolution de −2,27 % par rapport à 2016 (Pas-de-Calais : −0,72 %, France hors Mayotte : +2,11 %).
| 1793  | 1800  | 1806  | 1821  | 1831  | 1836  | 1841  | 1846  | 1851  |
| ----- | ----- | ----- | ----- | ----- | ----- | ----- | ----- | ----- |
| 1 408 | 1 764 | 2 108 | 2 608 | 3 600 | 3 211 | 3 624 | 3 664 | 3 966 |

| 1856  | 1861  | 1866  | 1872  | 1876  | 1881  | 1886  | 1891  | 1896  |
| ----- | ----- | ----- | ----- | ----- | ----- | ----- | ----- | ----- |
| 4 512 | 2 050 | 2 525 | 2 790 | 2 912 | 3 137 | 3 622 | 3 862 | 4 306 |

| 1901  | 1906  | 1911  | 1921  | 1926  | 1931  | 1936   | 1946  | 1954   |
| ----- | ----- | ----- | ----- | ----- | ----- | ------ | ----- | ------ |
| 5 091 | 5 981 | 6 822 | 7 996 | 8 602 | 9 514 | 10 480 | 6 685 | 10 220 |

| 1962   | 1968   | 1975   | 1982   | 1990   | 1999   | 2006   | 2011   | 2016   |
| ------ | ------ | ------ | ------ | ------ | ------ | ------ | ------ | ------ |
| 13 548 | 13 735 | 14 731 | 14 590 | 15 279 | 15 222 | 14 412 | 14 482 | 13 709 |

| 2021   | 2022   | - | - | - | - | - | - | - |
| ------ | ------ | - | - | - | - | - | - | - |
| 13 270 | 13 398 | - | - | - | - | - | - | - |

#### Pyramide des âges
En 2018, le taux de personnes d'un âge inférieur à 30 ans s'élève à 36,1 %, soit en dessous de la moyenne départementale (36,7 %). À l'inverse, le taux de personnes d'âge supérieur à 60 ans est de 25,8 % la même année, alors qu'il est de 24,9 % au niveau départemental.
En 2018, la commune comptait 6 371 hommes pour 7 204 femmes, soit un taux de 53,07 % de femmes, légèrement supérieur au taux départemental (51,50 %).
Les pyramides des âges de la commune et du département s'établissent comme suit.
| Hommes | Classe d’âge | Femmes |
| ------ | ------------ | ------ |
| 0,6    | 90 ou +      | 1,2    |
| 5,1    | 75-89 ans    | 9,4    |
| 17,7   | 60-74 ans    | 17,3   |
| 20,5   | 45-59 ans    | 20,7   |
| 17,6   | 30-44 ans    | 17,6   |
| 17,9   | 15-29 ans    | 15,0   |
| 20,6   | 0-14 ans     | 18,9   |

| Hommes | Classe d’âge | Femmes |
| ------ | ------------ | ------ |
| 0,5    | 90 ou +      | 1,6    |
| 5,6    | 75-89 ans    | 8,9    |
| 16,7   | 60-74 ans    | 18,1   |
| 20,2   | 45-59 ans    | 19,2   |
| 18,9   | 30-44 ans    | 18,1   |
| 18,2   | 15-29 ans    | 16,2   |
| 19,9   | 0-14 ans     | 17,9   |

### Manifestations culturelles et festivités
- Festival de Musiques actuelles Poulpaphone (octobre).
- Braderie du jeudi de l'Ascension.
- 8 mai : marché aux fleurs et exposition de motos et automobiles anciennes.

### Sports et loisirs
En juillet 2020, la commune dispose des équipements sportifs suivants : 
- Piscine intercommunale d'Outreau-Le Portel Océane[64] ;
- Salle des sports de la Tour du Renard ;
- Salle Maurice Ravel.

## Économie

### Revenus de la population et fiscalité
En 2021, la commune compte 5 618 ménages fiscaux, regroupant 13 028 personnes.
Le revenu fiscal médian par ménage, le taux de pauvreté des ménages et la part des ménages fiscaux imposés de la commune, du département du Pas-de-Calais et de la métropole sont les suivants :
- le revenu fiscal médian par ménage de la commune est de 19 380 €, inférieur à celui du département du Pas-de-Calais (20 720 €) et inférieur à celui de la France métropolitaine (23 080 €)[Insee 14],[Insee 15],[Insee 16] ;
- le taux de pauvreté des ménages de la commune est de 18 %, de 18,4 % au niveau du département et de 14,9 % au niveau de la métropole[Insee 17],[Insee 18],[Insee 19] ;
- la part des ménages fiscaux imposés dans la commune est de 39 %, de 44,1 % au niveau du département et de 53,4 % au niveau de la métropole[Insee 14],[Insee 15],[Insee 16].

### Emploi
|                       | 2010   | 2015   | 2021   |
| --------------------- | ------ | ------ | ------ |
| Commune               | 16,2 % | 19,8 % | 15,1 % |
| Département           | 15,4 % | 17,7 % | 14,7 % |
| France métropolitaine | 11,6 % | 13,7 % | 11,7 % |

En 2021, la population âgée de 15 à 64 ans s'élève à 8 010 personnes, parmi lesquelles on compte 71,9 % d'actifs (61,1 % ayant un emploi et 10,8 % de chômeurs) et 28,1 % d'inactifs,. En 2021, le taux de chômage communal (au sens du recensement) des 15-64 ans est supérieur à celui du département et supérieur à celui de la France métropolitaine.
La commune fait partie du pôle principal de l'aire d'attraction de Boulogne-sur-Mer,. Elle compte 4 099 emplois en 2021, contre 4 099 en 2015 et 4 504 en 2010. Le nombre d'actifs ayant un emploi résidant dans la commune est de 4 930, soit un indicateur de concentration d'emploi de 83,1 et un taux d'activité parmi les 15 ans ou plus de 53,8 %.
Sur ces 4 930 actifs de 15 ans ou plus ayant un emploi, 1 211 travaillent dans la commune, soit 25 % des habitants. Pour se rendre au travail, 84,2 % des habitants utilisent une voiture, un camion ou une fourgonnette, 4,6 % les transports en commun, 9,1 % s'y rendent en deux-roues, à vélo ou à pied et 2,2 % n'ont pas besoin de transport (travail au domicile).

### Entreprises et commerces
Outreau est une ancienne ville sidérurgique. L'usine « Aciéries Paris Outreau » (APO) située dans le quartier Manihen employait plus de 1 300 personnes avant la seconde Guerre mondiale. Bien endommagée pendant cette guerre, l'entreprise meurt petit à petit jusqu'en 1978. Un phénix dominant la mairie est le symbole d'une volonté de renaissance économique.
Aujourd'hui, la commune dispose d'une importante zone d'activités économiques à l'est, divisée en différents secteurs : les zones industrielles de Résurgat I, II et III, et la plateforme logistique Garromanche. Accolée à la zone industrielle de la Liane à Saint-Léonard au sud et la zone de Capécure à Boulogne au nord, elle forme un important ensemble économique desservant le port de Boulogne-sur-Mer.

#### Agriculture
La commune est dans le « Boulonnais », une petite région agricole dans le département du Pas-de-Calais. En 2020, l'orientation technico-économique de l'agriculture  sur la commune est l'élevage bovin, orientation mixte lait et viande. 
|               | 1988 | 2000 | 2010 | 2020 |
| ------------- | ---- | ---- | ---- | ---- |
| Exploitations | 17   | 8    | 5    | 4    |
| SAU (ha)      | 309  | 225  | 268  | 341  |

Le nombre d'exploitations agricoles en activité et ayant leur siège dans la commune est passé de 17 lors du recensement agricole de 1988  à 8 en 2000 puis à 5 en 2010 et enfin à 4 en 2020, soit une baisse de 76 %. La surface agricole utilisée sur la commune a quant à elle augmenté, passant de 309 ha en 1988 à 341 ha en 2020. Parallèlement la surface agricole utilisée moyenne par exploitation a augmenté, passant de 18 en 1988 à 85 ha en 2020,.

#### Activités hors agriculture
574 établissements marchands non agricoles sont économiquement actifs en 2022 à Outreau,,.
| Secteur d'activité                                                                                        | Commune | Commune | Département |
| Secteur d'activité                                                                                        | Nombre  | %       | %           |
| --- | ------- | ------- | ----------- |
| Ensemble                                                                                                  | 574     | 100 %   | (100 %)     |
| Industrie manufacturière, industries extractives et autres                                                | 42      | 7,3 %   | (6,8 %)     |
| Construction                                                                                              | 71      | 12,4 %  | (10,6 %)    |
| Commerce de gros et de détail, transports, hébergement et restauration                                    | 194     | 33,8 %  | (29,3 %)    |
| Information et communication                                                                              | 9       | 1,6 %   | (1,9 %)     |
| Activités financières et d'assurance                                                                      | 18      | 3,1 %   | (5,0 %)     |
| Activités immobilières                                                                                    | 21      | 3,7 %   | (4,9 %)     |
| Activités spécialisées, scientifiques et techniques et activités de services administratifs et de soutien | 62      | 10,8 %  | (14,2 %)    |
| Administration publique, enseignement, santé humaine et action sociale                                    | 106     | 18,5 %  | (16,8 %)    |
| Autres activités de services                                                                              | 51      | 8,9 %   | (10,5 %)    |

## Culture locale et patrimoine

### Lieux et monuments

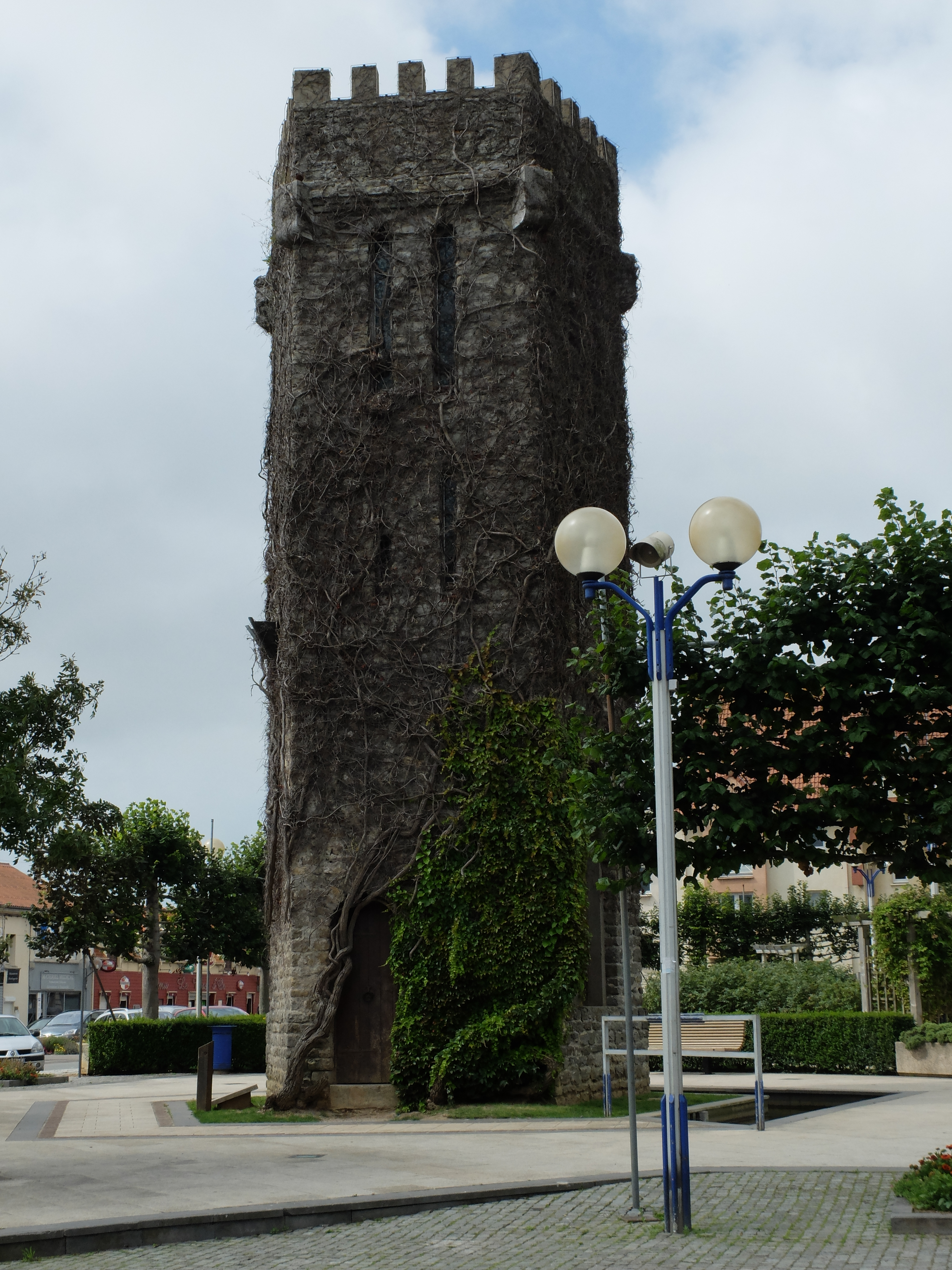
La ville compte deux monuments aux morts : - Le monument aux morts d'Outreau. La statue est réalisée par Augustin Lesieux, marbrier et sculpteur à Paris[69]. Une première inauguration, en fait une simple remise à la population, a lieu le 4 décembre 1921 par la municipalité socialiste d'Outreau. L'absence des autorités, du clergé, de service religieux et de bénédiction provoquent la protestation des Outrelois. Le 5 février, une seconde inauguration, officielle cette fois, est organisée[réf. nécessaire]. Le monument a coûté 18 000 francs, dépense couverte par une souscription[réf. nécessaire]. Le monument aux morts rénové est inauguré le 8 mai 2015 sur un nouvel emplacement. Il se situe rue de l'égalité (en face de l'ancien monument)[70]. Le chantier de rénovation, encadré par la maire d'Outreau Thérèse Guilbert, a coûté 150 000 euros ; - Le monument aux morts de Manihen, ancien hameau indépendant, rattaché à Outreau quelques années après la Seconde Guerre mondiale).
- Le cimetière militaire.
- La statue de François Mitterrand : l'allée Alfred-Siabas accueille le buste de l'ancien président de la République (50° 42′ 07″ N, 1° 35′ 44″ E). Celui-ci a été sculpté par Bruno Maillard.
- La statue de Pierre Mendès France.
- La statue de Pierre Bérégovoy.
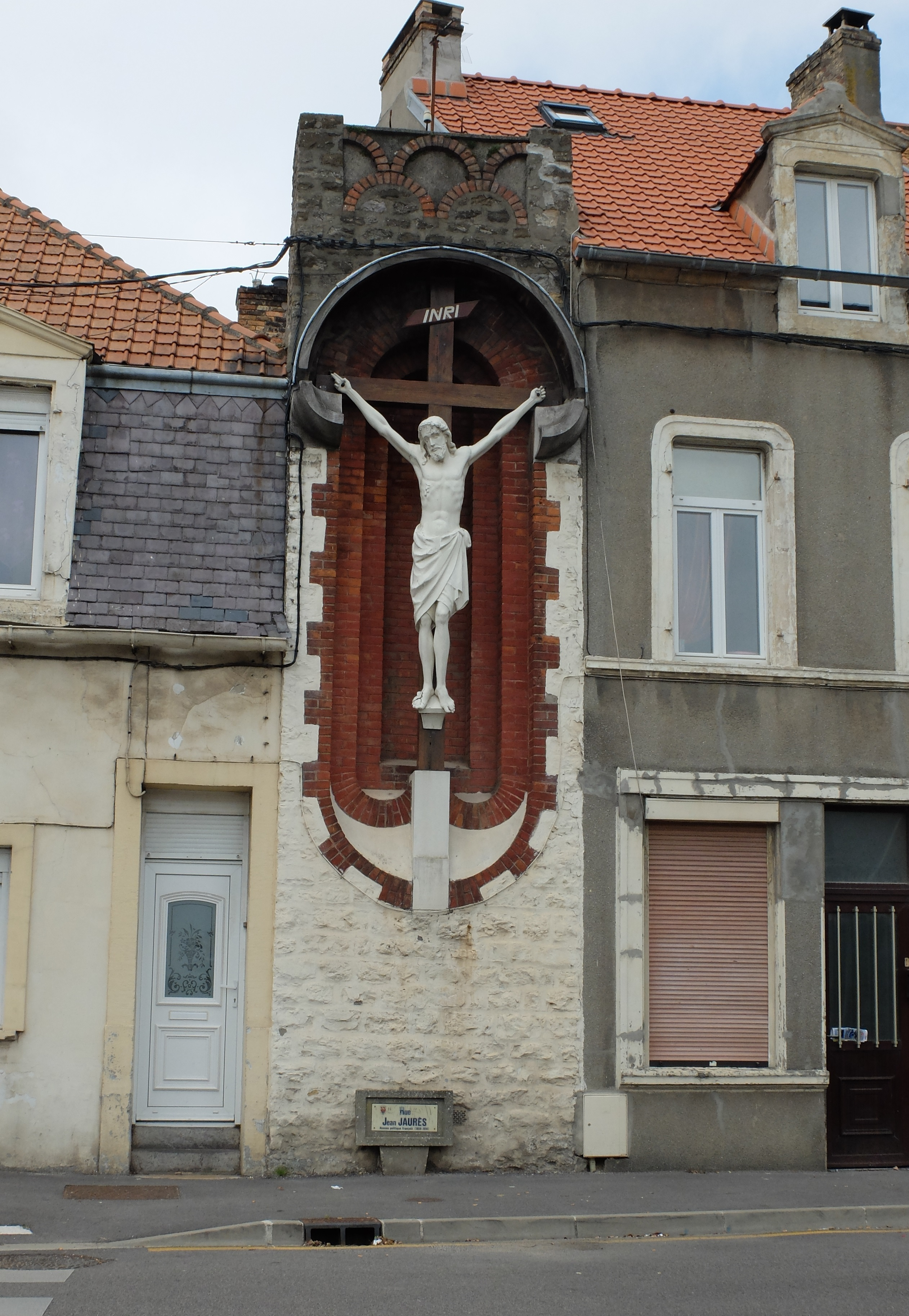
Le calvaire de la rue Jean-Jaurès.
- La tour de l'ancien château Lonquéty.

- La tour de l'ancien château Lonquéty.
- Le calvaire rue Jean-Jaurès.

### Personnalités liées à la commune
- Hippolyte Adam (1828-1901) : banquier, « premier homme » du Lavandou, maire d'Outreau.
- Jean-Charles Cazin (1841-1901) : peintre, sculpteur et céramiste.
- Marie Armand Patrice de Mac Mahon (1855-1927) : 2e duc de Magenta (1893), 6e marquis d'Éguilly « dit de Mac-Mahon » (1894), militaire français des XIXe et XXe siècles, né à Outreau.
- Antonin Clerc (1871-1954) : médecin, membre de l'Académie Nationale de Médecine (né en 1871 à Paris, mort en 1954 à Outreau).
- Édith Vaucamps (1879-1935) : peintre et écrivaine, a habité à Outreau.
- Henri Duteil (1922-1943) : résistant, né à Outreau.
- Jérôme Maison (1972) : cinéaste (réalisateur, directeur de la photographie) et photographe, né à Outreau.

### Héraldique
| Blason de Outreau | Blason  | De gueules au phénix sur son immortalité d'or, mouvant d'une devise de sable elle-même posée sur une mer d'azur ; au chef d'argent à deux bandes de gueules. Ornements extérieursCroix de guerre 1939-1945. Devise / Cri« Resurgat » (Qu'il renaisse!). |
| Blason de Outreau | Détails | Le phénix symbolise la renaissance de la commune après les destructions de la Seconde guerre mondiale; il est posé sur une divise de sable, marque de deuil à la mémoire des foyers détruits lors de cette guerre. Les deux bandes de gueules sur champ d'argent sembleraient être celles d'une ancienne famille seigneuriale, peut-être celles d'une famille De La Salle, qui possédait une ferme du même nom et qui portait « De gueules à trois bandes d'argent ». Adopté par la municipalité le 24 mars 1950. |

## Pour approfondir

#### Bases de données, dictionnaires et encyclopédies
- Ressources relatives à la géographie :   - Insee (communes)
  - Ldh/EHESS/Cassini
- Ressource relative à la santé :   - Fichier national des établissements sanitaires et sociaux
- Ressource relative à plusieurs domaines :   - Annuaire du service public français
- Ressource relative à l'audiovisuel :   - France 24
- Notices d'autorité :   - VIAF
  - BnF (données)